# ولادیمیر میشوویچ
ولادیمیر میشوویچ (انگلیسی: Vladimir Mišović؛ زادهٔ ۱۵ سپتامبر ۲۰۰۱) بازیکن واترپلو اهل صربستان است.
وی در مسابقات کشوری و بین‌المللی در مجموع برندهٔ ۱ مدال طلا شده است.